# Ceratinopsis holmi
Ceratinopsis holmi är en spindelart som beskrevs av Rudy Jocqué 1981. Ceratinopsis holmi ingår i släktet Ceratinopsis och familjen täckvävarspindlar. Inga underarter finns listade i Catalogue of Life.